# Alexéi Voyevoda
Alexéi Ivánovich Voyevoda –en ruso, Алексей Иванович Воевода– (Kalinovitsa, URSS, 9 de mayo de 1980) es un deportista ruso que compitió en bobsleigh en las modalidades doble y cuádruple. 
Participó en tres Juegos Olímpicos de Invierno, obteniendo una medalla de plata en Turín 2006, en la prueba cuádruple (junto con Alexandr Zubkov, Filipp Yegorov y Alexei Seliverstov) y una de bronce en Vancouver 2010, en la prueba doble (con Alexandr Zubkov). En Sochi 2014 consiguió dos medallas de oro, en las pruebas doble y cuádruple, pero estos resultados le fueron anulados en 2017 por demostrarse que había cometido violación de las reglas antidopaje.
Ganó dos medallas en el Campeonato Mundial de Bobsleigh, oro en 2011 y bronce en 2008, y dos medallas de oro en el Campeonato Europeo de Bobsleigh, en los años 2008 y 2011.

## Palmarés internacional
| Juegos Olímpicos   | Juegos Olímpicos      | Juegos Olímpicos  | Juegos Olímpicos |
| Año                | Lugar                 | Medalla           | Prueba           |
| ------------------ | --------------------- | ----------------- | ---------------- |
| 2006               | Turín (Italia)        | Medalla de plata  | Cuádruple        |
| 2010               | Vancouver (Canadá)    | Medalla de bronce | Doble            |
| 2014               | Sochi (Rusia)         | DSC               | Doble            |
| 2014               | Sochi (Rusia)         | DSC               | Cuádruple        |
| Campeonato Mundial |                       |                   |                  |
| Año                | Lugar                 | Medalla           | Prueba           |
| 2008               | Altenberg (Alemania)  | Medalla de bronce | Doble            |
| 2011               | Königssee (Alemania)  | Medalla de oro    | Doble            |
| Campeonato Europeo |                       |                   |                  |
| Año                | Lugar                 | Medalla           | Prueba           |
| 2008               | Cesana (Italia)       | Medalla de oro    | Doble            |
| 2011               | Winterberg (Alemania) | Medalla de oro    | Doble            |